# Aerostat
En aerostat er et luftfartøj, eksempelvis et luftskib eller en luftballon, hvis tyngde er lig eller mindre end tyngden af den fordrevne luft. Et sådan fartøj befinder sig "statisk" svævende i atmosfæren.
Det modsatte er en aerodyn som holdes i luften ved at bevæge skabe opdrift ved hjælp af fartøjets bevægelse igennem luften.